# Knut Magnusson (lagman)
Knut Magnusson var en svensk storman och riddare.
Knut Magnusson  var troligen brorson till den bekante marsken Tyrgils Knutsson, han anges i Äldre svenska frälsesläkter som son till Magnus Knutsson (Tyrgils Knutssons ätt) och han förde liksom Tyrgils Knutsson ett lejon i vapnet samt var lagman först i Värmland och sedermera i Västergötland.
Som kung Birger Magnussons råd omtalas han 1305, men synes sedermera ha slutit sig till hertigarnas parti och blev en av deras testamentsverkställare. 
Sven Axelsson ansåg att eftersom Knut Magnusson i slutet av 1305 eller början av följande år förlorat sitt lagmansämbete i Värmland, tydligen i samband med Torgils Knutssons fall, måste han varit nära släkt med marsken, troligen hans brorson. Han stödde sig därvid också på den av Bengt Hildebrand påpekade likheten i vapenbilder, och ansåg att Cristopher von Warnstedt åsikt att det inte fanns tillräcklig bevis ej var övertygande. 
Efter hertigarnas död (1318) nämns han som hertiginnorna Ingeborg Håkansdotters och Ingeborg Eriksdotters och sedermera som kung Magnus Erikssons råd samt var en av dem, som rådet utsände för att åvägabringa föreningen med Norge 1319.
I de bekanta föreningarna i Uppsala (1319) och Skara (1322) var han en deltagare, och vid rådets förlikning med änkehertiginnan Ingeborg, 1326, bestämdes, att hennes morgongåva skulle överlämnas åt honom. Han deltog även i revisionen av Södermanlandslagen 1327 och var kung Magnus följeslagare på dennes friarfärd till Frankrike 1334.
Sista gången Knut Magnusson nämns i handlingarna är 1339, då han omtalas som en bland löftesmännen vid kung Magnus förlikning med de norska stormännen.
Äldre svenska frälsesläkter anger Knut Magnusson som gift med Cecilia Röriksdotter, dotter till Rörik Algotsson. Hon var barnlös och valde gravplats i Riseberga kloster.